# Soncino
Soncino est une commune de la province de Crémone dans la région Lombardie, en Italie.

## Histoire
En 1705, durant la guerre de Succession d'Espagne, les troupes françaises prennent la ville.

## Personnalités
- Stéphanie de Quinzani (1457-1530) bienheureuse tertiaire dominicaine.
- Paule Élisabeth Cerioli (1816-1865) sainte, fondatrice des sœurs de la Sainte Famille.

## Administration
| Période                                  | Période   | Identité           | Étiquette                                                                          | Qualité |
| ---------------------------------------- | --------- | ------------------ | ---------------------------------------------------------------------------------- | ------- |
| 5 avril 2005                             | 2015      | Francesco Pedretti | Maison des libertés (jusqu'en 2007) Liste civique (depuis 2007)                    |         |
| 2015                                     | au bureau | Gabriele Gallina   | Liste civique (jusqu'en 2020) Lega Nord-Forza Italia-Frères d'Italie (depuis 2020) |         |
| Les données manquantes sont à compléter. |           |                    |                                                                                    |         |

### Hameaux
Gallignano, Isengo, Villacampagna

### Communes limitrophes
Casaletto di Sopra, Cumignano sul Naviglio, Fontanella, Genivolta, Orzinuovi, Roccafranca, Ticengo, Torre Pallavicina, Villachiara

## Musées
- Museo della Stampa
- Museo dei Combattenti
- Museo Archeologico Aquaria

## Fêtes, foires
- Festa di Primavera (troisième et quatrième dimanche de mai)
- Festa del Quartiere Guelfo (dernier week-end d'août)